# 松岡俊文
松岡 俊文（まつおか としふみ）は、日本の資源開発工学者。京都大学名誉教授。元米国物理探査学会副会長。元物理探査学会会長。

## 人物
千葉県立東葛飾高等学校を経て、1973年東京理科大学理工学部卒業。1975年東京理科大学大学院理工学研究科物理学専攻修士課程修了、石油資源開発入社。1982年から85年までブリティッシュコロンビア大学に留学。1998年京都大学大学院工学研究科資源工学専攻助教授、米国物理探査学会副会長。2001年京都大学大学院工学研究科資源工学専攻教授。2015年定年退職、京都大学名誉教授、深田地質研究所理事長。2020年深田地質研究所顧問。元物理探査学会会長。

## 受賞
- 1987年 物理探査学会賞[2]
- 1999年 石油技術協会論文賞[2]
- 2004年 資源・素材学会関西支部優秀発表賞[2]
- 2004年 日本地質学会優秀講演賞[2]
- 2020年 物理探査学会名誉会員[5]